# 楕円型偏微分方程式
数学の分野における楕円型偏微分方程式（だえんがたへんびぶんほうていしき、英: elliptic partial differential equation）とは、一般的な二階の偏微分方程式
{\displaystyle Au_{xx}+2Bu_{xy}+Cu_{yy}+Du_{x}+Eu_{y}+F=0\,}
で次の条件を満たすもののことを言う：
{\displaystyle B^{2}-AC<0.\ }
（ここで、暗に {\displaystyle u_{xy}=u_{yx}} を意味している）。
円錐断面や二次形式を分類する際に判別式 {\displaystyle B^{2}-4AC} を利用するように、二階の偏微分方程式に対しても、ある与えられた点において、同様の分類が行われる。ただし、上の例のように偏微分方程式の慣習として係数のひとつが「2B」であり、これを前提として対応する判別式は{\displaystyle B^{2}-AC} となる（詳細については「二階の方程式（英語版）」を参照されたい）。前述の形式は、平面上の楕円の方程式
{\displaystyle Ax^{2}+2Bxy+Cy^{2}+\cdots =0}
と同様のものである。この方程式は（{\displaystyle u_{xy}=u_{yx}=0} である場合には）
{\displaystyle Au_{xx}+Cu_{yy}+Du_{x}+Eu_{y}+F=0}
および {\displaystyle Ax^{2}+Cy^{2}+\cdots =0} へと変わる。これは、標準的な楕円の方程式 {\displaystyle {x^{2} \over a^{2}}+{y^{2} \over b^{2}}-1=0} に類似している。
一般的に、n 個の独立変数 x1, x2 , ..., xn が与えられた際に、二階の線型偏微分方程式は次の形で記述される：
{\displaystyle Lu=\sum _{i=1}^{n}\sum _{j=1}^{n}a_{i,j}{\frac {\partial ^{2}u}{\partial x_{i}\partial x_{j}}}\quad {\text{ + (lower-order terms)}}=0\,},
ここで、L は楕円型作用素である。
例えば、三次元 (x,y,z) においては
{\displaystyle a{\frac {\partial ^{2}u}{\partial x^{2}}}+b{\frac {\partial ^{2}u}{\partial x\partial y}}+c{\frac {\partial ^{2}u}{\partial y^{2}}}+d{\frac {\partial ^{2}u}{\partial y\partial z}}+e{\frac {\partial ^{2}u}{\partial z^{2}}}{\text{ + (lower-order terms)}}=0,}
が得られる。ここで、u が完全分離可能（すなわち、u(x,y,z)=u(x)u(y)u(z)）である場合には、
{\displaystyle a{\frac {\partial ^{2}u}{\partial x^{2}}}+c{\frac {\partial ^{2}u}{\partial y^{2}}}+e{\frac {\partial ^{2}u}{\partial z^{2}}}{\text{ + (lower-order terms)}}=0}
が得られる。
これは、楕円体の方程式 {\displaystyle {x^{2} \over a^{2}}+{y^{2} \over b^{2}}+{z^{2} \over c^{2}}-1=0} と対応している。
いちばん簡単な例は,
{\displaystyle \triangle u=f(x)}
のようなポアソン方程式（{\displaystyle f(x)=0}の場合はラプラス方程式）である。